# Zeitgeist: Moving Forward
Zeitgeist: Moving Forward är en amerikansk film från 2011, den tredje filmen i Zeitgeist-serien. Filmen är producerad av den sociale aktivisten Peter Joseph, och är enligt denne en samhällskritisk dokumentärfilm. Kritiker menar att filmen innehåller konspirationsteoretiska delar.